# 香港人優先
香港人優先（英語：Hongkongers Priority）是一個於2013年4月成立的組織，主張香港獨立，及「香港一切應以香港人優先」，後於2014年9月解散。

## 歷史
2013年12月26日，香港人優先組織成員招顯聰聯同多人以反對在中環填海地興建中區軍用碼頭為示威主題，持香港旗試圖闖進中國人民解放軍駐香港部隊大廈。多名示威者闖入總部範圍後高呼「停建軍用碼頭」、「解放軍撤出香港」等口號。后被兩名站崗軍人制止及驅逐，並且關上大閘戒備。同月27日，中國人民解放軍駐香港部隊發言人表示，中環軍營屬於軍事禁區，4人的行為涉嫌違反《駐軍法》、《公安條例》及《受保護地方條例》等；駐港部隊已經向香港警務處舉報，將案件由警察處理。
这是中国人民解放军驻港部队首次遭到外部冲击。事发后，激起中国大陆网络舆论强烈反应，要求解放军强硬以对，严惩闯入示威者。微博上，中国政法大学副教授吴法天表示：“英国人的干儿子当习惯了不想当中国人的，拜托去英国，我们搬去香港住。”上海复旦大学历史学系教授冯玮表示：“驻港部队还是有严格纪律的，这种做法太过份。有能耐来大陆，不用闯军营，闯城管试试？殖民地居民以为自己是英国人？”日后，中国大陆的作者亦将此事视为香港独立运动中的标志性事件:40:73。